# Melidectes ochromelas
El mielero cejirrufo (Melidectes ochromelas) es una especie de ave paseriforme de la familia Meliphagidae endémica de Nueva Guinea.

## Distribución
Se distribuye en desde las montañas Arfak en la península de Doberai, a través de varias poblaciones separadas en la península de Wandammen, las montañas Foja, los montes Maoke en el oeste de la Cordillera Central y las montañas de la península de Huon, hasta la cordillera de Owen Stanley en la península Cola de Pájaro en el extremo sureste de Nueva Guinea.